# 존 볼 (사제)
존 볼(John Ball , 1338년 ~ 1381년 7월 15일) 또는 켄트의 미치광이 신부 존 볼(the mad priest of Kent)은 영국 출신의 기독교 성직자, 혁명가, 와트 타일러의 난의 지도자이다. 또한 대표적인 롤라드파이기도 하다. 그는 원래 가톨릭 사제였으나 1366년 교회와 국왕을 비방한다는 이유로 인하여 파문을 선고받았고 그 이후로는 영국 각지를 방랑하며 설교를 계속하였다. 그의 설교내용은 대부분 반봉건적인 내용이였으므로 그는 자주 체포, 구금되었고
와트 타일러의 난 당시에도 옥중임에도 불구하고 뒤에서 암약하였으며 후에 농민들에게 구출된다. 마일 엔드에서의 연설에서 와트 타일러의 난의 구호라고 할 수 있는
| “ | 아담이 경작하고 이브가 길쌈할 때 도대체 귀족은 어디있고 평민은 어디있었습니까? | ” |

라는 말을 하였다. 난이 진압된 후에 체포되어 교수척장분지형을 당하였다

## 같이 보기
- 자크리의 난
- 와트 타일러의 난